# Tonight, Tonight, Tonight
Tonight, Tonight, Tonight (en castellano "Esta Noche, Esta Noche, Esta Noche") es una canción del grupo británico Genesis, incluida en su álbum "Invisible Touch". Es la segunda canción en el álbum y fue lanzado en 1987 como el cuarto sencillo del álbum..

## Lírica y grabación
"Tonight, Tonight, Tonight" es al álbum "Invisible Touch" lo que "Mama" fue al álbum "Genesis" de 1983, una larga y oscura pieza compuesta en un loop de batería a través de la improvisación en el estudio. Con sus casi nueve minutos de duración es una de las canciones más progresivas del álbum, junto a "Domino". Posee una estructura lineal, con excepción de la sección instrumental intermedia, dando la sensación de una constante evolución mientras que el riff se mantiene constante. Las letras cuentan la historia de un drogadicto, intentando superar su adicción:

Try to shake it loose, cut it free, (Intento dejarla, librarme)

let it go, get it away from me (Dejarla ir, alejarla de mi)

Luego intenta pedirle ayuda a un amigo:

I got some money in my pocket, about ready to burn (Tengo algo de dinero en mi bolsillo, listo para gastarlo)

I don't remember where I got it, I gotta get it to you (No recuerdo donde lo puse, te lo debo haber dado a ti)

So please answer the phone (Entonces por favor contesta el teléfono)

Phil Collins es el autor de estas letras, en una de las líneas en la letra de la canción habla acerca de un mono en la espalda, lo que es una métafora a alguien que necesita su dosis. Otra canción (donde también las letras fueron escritas por Collins) que habla de "un mono en la espalda" es la canción "Man On The Corner" del álbum Abacab.
Tony Banks utiliza un efecto original en sus teclados, emulando la sirena de policía, y traduciendo la atmósfera de una ciudad nocturna en la música. En vivo, también se destaca Collins en esta canción, no solo por su voz emocional, sino porque tocaba una percusión electrónica para la parte instrumental.

## Recepción
"Tonight, Tonight, Tonight" también fue un éxito luego del lanzamiento del álbum y alcanzó el puesto #3 en los rankings de EE. UU., mientras que llegó al puesto #18 en el Reino Unido como el cuarto sencillo del álbum. Fue publicada como un sencillo a principios de 1987. Debido a la duración de la versión en el álbum, la canción se editó produciendo diferentes versiones para ser lanzadas en singles de 7" y 12" (en todas se quitaba parte de la sección instrumental). El sencillo de 7" estaba acompañado de "Dominó: In The Glow of the Night" (la misma versión que en álbum), mientras que el single de 12" venía con una versión en vivo de "Invisible Touch".

## Grabaciones
El tema puede encontrarse en las siguientes compilaciones del grupo:
- Turn It On Again: The Hits (versión editada)
- Genesis Archive 2: 1976-1992 (versión de 12")
- Platinum Collection (versión editada)
- Turn It on Again: The Hits - The Tour Edition (versión editada)
- Genesis 1983-1998 (versión completa remasterizada)

## Interpretaciones en vivo
La canción fue interpretada en vivo durante las giras de "Invisible Touch Tour" (1986-87) y durante la gira de su próximo álbum "We Can't Dance Tour" (1992). Aparece grabada en vivo en los siguientes álbumes:
- "Never a Time" (Sencillo en casete y CD5 para EE. UU. y el Reino Unido)
- "Tell Me Why" (Sencillo en CD5 para el Reino Unido)
- The Way We Walk, Volume One: The Shorts (versión corta)
- Live Over Europe 2007 (versión corta)

## Posicionamiento en listas
| Listas (1987)                         | Máxima posición |
| ------------------------------------- | --------------- |
| Alemania (Offizielle Deutsche Charts) | 23              |
| Australia (Australian Music Report)   | 93              |
| Bélgica (Flandes) (Ultratop 50)       | 40              |
| Canadá (RPM Top Singles)              | 19              |
| Estados Unidos (Billboard Hot 100)    | 3               |
| Estados Unidos (Adult Contemporary)   | 8               |
| Estados Unidos (Mainstream Rock)      | 9               |
| Europa (European Hot 100 Singles)     | 15              |
| Irlanda (IRMA)                        | 9               |
| Nueva Zelanda (Recorded Music NZ)     | 42              |
| Reino Unido (UK Singles Chart)        | 18              |

## Personal
- Phil Collins- voz, batería, percusión
- Tony Banks - teclados
- Mike Rutherford - guitarra eléctrica, bajo